# Gil Island
Gil Island är en ö i Kanada.   Den ligger i Regional District of Kitimat-Stikine och provinsen British Columbia, i den sydvästra delen av landet, 3 900 km väster om huvudstaden Ottawa. Arean är 238 kvadratkilometer.
Terrängen på Gil Island är lite kuperad. Öns högsta punkt är 826 meter över havet. Den sträcker sig 27,7 kilometer i nord-sydlig riktning, och 14,0 kilometer i öst-västlig riktning.
I omgivningarna runt Gil Island växer i huvudsak barrskog. Trakten runt Gil Island är nära nog obefolkad, med mindre än två invånare per kvadratkilometer.